# Male Lašče
Male Lašče este o localitate din comuna Velike Lašče, Slovenia, cu o populație de 258 de locuitori.